# Brandt (Bühnentechniker)
Brandt war der Name einer Familie, die eine ganze Anzahl von Bühnentechnikern hervorbrachte. Sie wurden zu ihrer Zeit auch als „Maschinenmeister“ oder „Theatermaschinisten“ bezeichnet.

## Elias Friedrich Brandt (1800 – 1878)
Er war der „Stammvater“ der Familie. Friedrich Kranich (siehe Literatur) schreibt über ihn:

„Ihr [= der Familie] Gründer ist Elias Friedrich Brandt (geboren und gestorben in Darmstadt: 1800/1878), der als Tapezierer und Dekorateur in Beziehungen zum Hoftheater seiner Vaterstadt trat. Als Nachfolger Wilhelm Mühldorfers, der zu seinem Vater Josef nach Mannheim ging, war "Vater Brandt" von 1857 bis 1864 als Maschinist und später als Dekorations-Inspektor – wie wohl vorher auch schon in Darmstadt – an der Stuttgarter Hofbühne tätig. Er kehrte dann wieder in die Heimat zurück, scheinbar ohne dort den Zusammenhang mit dem Theater wieder aufzunehmen ...“

Die interessantesten seiner Nachkommen sind die drei, die im Folgenden behandelt werden, unter anderem wegen ihrer engen Verbindungen mit Richard Wagner und König Ludwig II. von Bayern.

## Carl Brandt (1828–1881)
Er war ein Sohn von Elias Friedrich. Meyers Großes Konversationslexikon (6. Auflage, 1905 – 1909) schreibt über ihn:

„Karl, Theatermaschinist, geb. 15. Juni 1828 in Darmstadt, gest. daselbst 27. Dez. 1881, besuchte die Gewerbeschule und das polytechnische Institut daselbst, um dann dort und in München seine speziellen Studien zu machen, ward 1847 Maschinenmeister am Königsstädtischen Theater in Berlin und 1849 Leiter des Maschinenwesens in Darmstadt. Er richtete von 1857–81, z. T. mit seinem Bruder Fritz [dem Älteren], 24 neue Bühnen ein, darunter auch das Wagnertheater zu Bayreuth. Seine Leistungen auf dieser Bühne haben ihm den größten Ruhm eingetragen, die Einrichtung des »Parsifal« war Brandts letzte Schöpfung. In verschiedenen Einrichtungen, z. B. denen der »Afrikanerin«, »Königin von Saba« etc., hat B. seine französischen Kollegen weit übertroffen.“

Cosima Wagner erwähnt in ihren Tagebüchern Carl 12-mal, z. B. am 13.1.1881 : „… zu Besuch: Unser alter Kampf-Genosse, Carl Brandt“… Richard hat „ihn berufen, um die Ausführung des Parsifal zu besprechen.“ Am 22.7.1881 „besucht uns Freund Brandt“. Am 29.12.1881, als die Wagners eine Depesche über Carl Brandts Tod (am 27.12.) erhielten, sagt R.: „Ich weiß wohl, daß sein Sohn [Fritz Brandt der Jüngere] die Sache übernehmen kann.“ Und am 5.1.1882 über Carl: „Daß dieser tief anhängliche Mensch – denn das war er mir – sterben mußte!“ Er gedenkt dessen „genialer Vorzüge“.

## Fritz Brandt „der Ältere“ (1846–1927)
Er war ein Bruder Carls. Die Bezeichnungen „der Ältere“ und „der Jüngere“ sind erst in neuerer Zeit gebräuchlich geworden, damit sie nicht mehr verwechselt werden. Meyers Großes Konversationslexikon (1905 – 1909) schreibt über ihn, als Zeitgenossen!:

„Fritz, Theatermaschinist, geb. 25. Febr. 1846 in Darmstadt, Bruder von Karl, unter dessen Leitung er in die Geheimnisse der Bühnenwelt eindrang, kam 1863 an das Theater des Bades Homburg, ward 1865 technischer Direktor am Gärtnerplatztheater in München und ging 1868 in gleicher Eigenschaft an das Carl-Theater in Wien, kehrte jedoch bald in die bayrische Residenz zurück, wo er ein Engagement am Hoftheater fand. Unter den zahlreichen Bühneneinrichtungen, die B. in München ausführte, stehen obenan die in Gemeinschaft mit seinem Bruder ausgeführten Einrichtungen von »Rheingold« (1869) und »Walküre« (1870) und verschiedene Einrichtungen für die Separatvorstellungen des Königs, bei deren einer B. zum erstenmal wirklichen Regen vorführte. Auch an der Schöpfung der Wunderwerke in den Schlössern des Königs Ludwig war B. in hervorragender Weise beteiligt. Seit 1876 ist er am königlichen Theater zu Berlin angestellt; 1882 wurde er zum Maschinerie-Oberinspektor ernannt.“

Im Herbst 1869 begann seine enge persönliche Beziehung zu König Ludwig II. Von Bayern. Dieser erhoffte von ihm die Realisierung eines Pfauenwagens.
Fritz Brandt d. Ä. hat Lebenserinnerungen über die Jahre 1846 bis 1876 verfasst. Diese waren bis 2021 dem Publikum nicht zugänglich; dann hat Sebastian Kuboth (siehe Literatur und Weblinks) sie herausgegeben und kommentiert. Sie enthalten viel Persönliches auch über Ludwig II. Dieser schrieb an Brandt (den er immer mit "Friedrich" ansprach) eine ganze Anzahl von Briefen; von einigen sind in Kuboths Buch Abschriften wiedergegeben. Die Briefe sind zum Teil (ähnlich Ludwigs Briefen an Richard Wagner) in überschwänglichem und sogar befremdlichem Ton abgefasst; z. B. die Anrede am 5.11.1869: „Vielgeliebter Friedrich, Herr meines Lebens ...“. Wiedergaben von 25 Originalen (Autographen) dieser Briefe sind bei der Bayerischen Staatsbibliothek (BSB) zugänglich (z. B. mit der Sucheingabe "ludwig ii. autographen fritz brandt"). Man kann sie „online lesen“ oder herunterladen; tatsächlich sind sie sehr schwer zu entziffern.

## Fritz Brandt „der Jüngere“ (1854–1895)
Er war ein Sohn Carls. Die Deutsche Biographie (siehe Weblinks) schreibt über ihn:

„Brandt: Fritz [der Jüngere], Oberregisseur der Oper am Hoftheater in Weimar, wurde als Sohn des großherzoglichen Hofmaschinendirectors Karl B. am 19. Januar 1854 in Darmstadt geboren. In der Genfer Anstalt Thudichum vorgebildet, wurde er von seinem Vater in die Praxis der Bühneneinrichtungen eingeführt und war dann für solche in Hamburg, Teplitz, Altenburg, Prag, Magdeburg u. s. w. thätig. In den Jahren 1874—1876 half er seinem Vater bei der Errichtung der schwierigen Maschinerie für die Nibelungen-Aufführungen in Bayreuth. Nach dem Tode seines Vaters führte er die Einrichtung für die Parsifal-Aufführung in Bayreuth selbständig aus, die so gut ausfiel, daß ihm König Ludwig II. von Baiern dieselbe Aufgabe für die Separatvorstellung des Parsifal in München übertrug. Wagner war mit Brandt's Wirken im höchsten Maße zufrieden und sprach sich sehr anerkennend darüber aus. Im Auftrage der Wagner’schen Erben hat B. in Paris die Einrichtung des Lohengrin besorgt. Nachdem er früher in Mannheim und Hannover an der Spitze des Sceneriewesens der dortigen Theater gestanden hatte, erhielt er im J. 1891 den Posten eines Oberregisseurs an der großherzoglichen Oper in Weimar, den er nicht lange innehaben sollte, da er schon am 10. Januar 1895 in Jena nach nur kurzem Krankenlager im besten Mannesalter starb. Er besaß eine vielseitige Bildung und weitgehende Erfahrungen, die er nicht nur in seinem Berufe, sondern auf ausgedehnten Reisen gesammelt hatte.“

Cosima Wagner erwähnt auch Fritz Brandt d. J. in ihren Tagebüchern 12-mal. So am 14.1.1882: Richard ... „schreibt an Fritz Brandt, um ihm die Leitung der Maschinen zu übergeben.“ Am 9. Mai: „Abends wird mit Fritz Brandt manches Technische besprochen.“ Am 7. Juli wird auch Fritz Brandt als „Freund“ bezeichnet. Nachdem am 26. Juli 1882 der Parsifal in Bayreuth uraufgeführt worden war, schreibt Cosima am 1. September: „Bei Tisch haben wir unseren vortrefflichen Maschinenmeister Fritz Brandt, der nicht genug gerühmt werden kann.“ Am 26. Oktober „freut er [=Richard] sich im Gedanken an Fritz Brandt, welcher wacker nach allen Seiten hin kämpft.“
Im Jahr 1884 verlobte sich Daniela von Bülow, die älteste Tochter Cosimas, auf deren Wunsch hin mit Fritz Brandt. Oliver Hilmes (siehe Literatur) schreibt dazu:

„Es sollte eine nützliche Verbindung sein. Doch Daniela hatte für ihren Zukünftigen nicht viel übrig und machte daraus auch keinen Hehl. Als Brandt zufällig erfuhr, dass die Beziehung nur dank Cosimas Drängen zustande gekommen war, reagierte er verständlicherweise empört und bat seinen väterlichen Freund Hans von Bülow um Rat ...“

Bülow äußerte sich wütend und riet Fritz, von der Verlobung zurückzutreten, was dieser auch tat.